# Esra Güllü
Esra Güllü (ur. 25 grudnia 1989) – turecka lekkoatletka specjalizująca się w biegach przełajowych, górskich oraz długodystansowych.
Wicemistrzyni Europy juniorek w biegach górskich (indywidualnie oraz drużynowo) z 2008 roku. Rok później podczas kolejnych mistrzostw Europy w biegach górskich zajęła odległe miejsce. W 2011 bez sukcesów uczestniczyła w mistrzostwach Europy w biegach przełajowych. Turczynka była jedyną kobietą zgłoszoną w 2012 do mistrzostw Bałkanów w biegu maratońskim w związku z czym w imprezie tej nie przeprowadzono klasyfikacji kobiet.

## Osiągnięcia
| Rok  | Impreza                                   | Miejsce             | Konkurencja        | Lokata      | Wynik |
| ---- | ----------------------------------------- | ------------------- | ------------------ | ----------- | ----- |
| 2008 | Mistrzostwa Europy w biegach górskich     | Zell am Harmersbach | bieg juniorek      | 2. miejsce  | 18:48 |
| 2009 | Mistrzostwa Europy w biegach górskich     | Telfes im Stubai    | bieg seniorek      | 36. miejsce | 63:43 |
| 2011 | Mistrzostwa Europy w biegach przełajowych | Velenje             | bieg młodzieżowców | 37. miejsce | 22:25 |